# Rumba

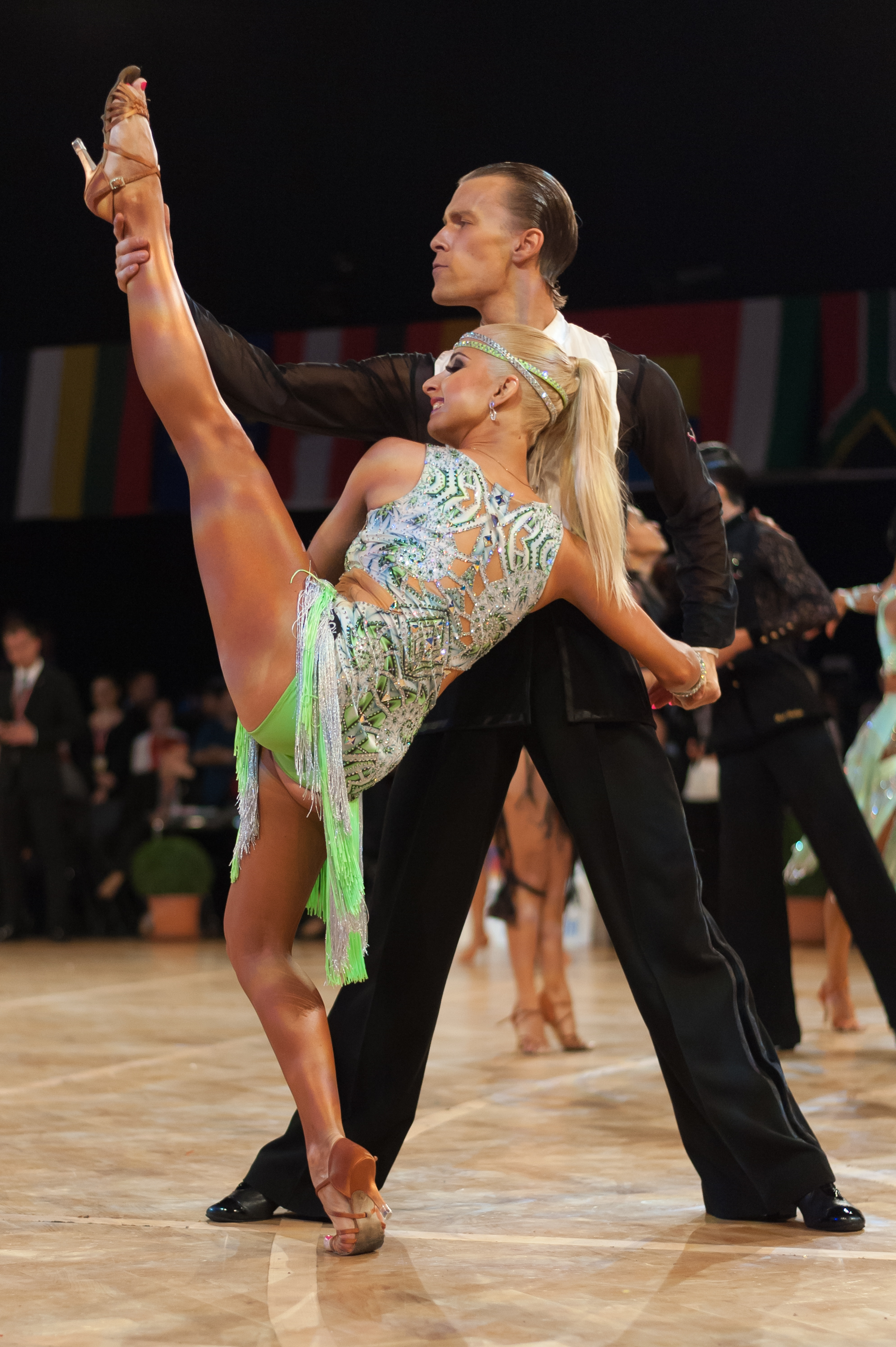

A rumba szó jelentése: ünnep, tánc, felkiáltás
Maga a rumba több kubai páros tánc összefoglaló neve. Zenéjét az afrokubai ritmusok jellemzik. Ennek a zenének két ága fejlődött ki:
- habanera
- modern rumba

E két zene természetesen szoros kapcsolatban áll egymással. A 19. század leírásaiban szenvedélyes, csábító táncként említik, a nő arra törekszik, hogy a férfit kihívó csípőmozgásával elcsábítsa. A zenét vagy lassan játszották, mint később az Európában népszerű rumba-bolerót, vagy gyorsabb tempóban, mint a rumba-guarachat-t és a „Kubai Rumbát”.
1930-ban hódította meg Európát. A "The Peanut Vendor" volt az első rumbasláger, amely a világot meghódította. Az első rumba koreográfiát az angolok dolgozták ki, melyet a franciák és a németek átvettek. 1964-től versenyeken is táncolják.

## Versenytáncos rumba
1964-ben a rumba felkerült a versenytáncok programjára s azóta is nélkülözhetetlen a programokból.
Alapja a rumba-boleró.
- Zenei ütem: 4/4
- Tempó: 25-27 ütem/perc

## Jellemzői
Zenéje mérsékeltebb vagy gyorsabb, de általában az utóbbi jellemző. (Nem tévesztendő össze a latin boleróval, amely valóban lassú, szomorú zene.) A klasszikus tánczenén kívül néhány popzenére is lehet rumba lépéseket táncolni. Zenei üteme 8/8-as, amely a következő ritmusképlet szerint oszlik meg: 3+3+2.